# Regno di Hanthawaddy
Il Regno di Hanthawaddy (in lingua birmana: ဟံသာဝတီ ပဲခူး တိုင်းပြည်; in lingua mon: ဟံသာဝတဳ, trascrizione IPA: /hɔŋsawətɔe/; in lingua thai: หงสาวดี, trascrizione IPA: /honɡˈsaːwaˈdiː/) fu lo Stato del popolo mon che dominò la Bassa Birmania dal 1287 al 1539 e dal 1550 al 1552. Fu fondato nel 1287 dal principe Wareru del Regno di Sukhothai che approfittò della caduta del Regno di Pagan per mano dei mongoli di Kubilai Khan. Fu inizialmente vassallo della stessa Sukhothai e della Cina, anch'essa conquistata da Kublai Khan che aveva fondato la Dinastia Yuan. La capitale fu nel primo periodo Martaban, l'odierna Mottama, ed il primo nome del regno fu Ramanya o Ramannadesa, in onore della divinità indiana Rāma, particolarmente venerato dai mon come precedente incarnazione di Buddha. In seguito prese il nome della nuova capitale Hanthawaddy, l'odierna Pegu o Bago.

## Fondazione ed espansione
Nei primi decenni Ramannadesa era una confederazione degli Stati mon nati nel delta dell'Irrawaddy, a Pegu e a Martaban. Nel 1331 ottenne l'indipendenza da Sukhothai e nel 1363 la capitale fu spostata a Pegu. Tale evento provocò la ribellione della precedente capitale Martaban, che sarebbe stata sedata nel 1388 dal re Razadarit (regno 1384–1422). Questo sovrano fu protagonista dell'unificazione dei tre Stati mon e concentrò poi i suoi sforzi nella guerra dei quarant'anni (1385-1424) contro i tradizionali rivali birmani unificati nel Regno di Ava. Nel corso del conflitto sottomise il bellicoso Regno di Arakan, l'odierno Stato Rakhine, che divenne tributario di Hanthawaddy dal 1413 al 1423. La guerra non modificò i confini tra il regno dei mon e quello birmano ma fu un successo per Hanthawaddy, che pose fine alle ambizioni espansionistiche verso sud di Ava.

## Massimo splendore
Gli anni che seguirono il conflitto furono l'inizio del periodo più fiorente del regno, che in alcune occasioni aiutò Ava a reprimere le ribellioni dei vassalli di Prome e Taungù. Tra il 1420 ed il 1530 Hanthawaddy fu il più potente e prosperoso tra gli Stati formatosi alla dissoluzione di Pagan. In tale periodo, durante i regni di Binnya Ran I, Shin Sawbu, Dhammazedi e Binnya Ran II, Pegu si arricchì enormemente stabilendo commerci con diversi paesi vicini ed altri della penisola indiana. Divenne inoltre un importante centro internazionale del Buddhismo Theravada rafforzando i rapporti con Ceylon, la patria tradizionale di tale credo religioso. Vennero promosse riforme che in breve si diffusero in tutta la regione.

## Fine del regno
Fu nel periodo di massimo splendore che il regno ebbe fine. I birmani, pacificati con il declino di Ava che nel 1527 era stata occupata dall'esercito di uno dei principati shan, si ricompattarono nel nuovo Regno di Taungù. Tale Stato si era formato nel 1510 proclamando l'indipendenza da Ava e negli anni Trenta era diventato una grande potenza militare. Le incursioni a sud dell'esercito di Taungù, guidate dal sovrano Tabinshwehti e dal valente generale Bayinnaung, iniziarono nel 1535. L'avanzata birmana costrinse nel gennaio del 1539 il re Takayutpi ad abbandonare la capitale Pegu e a rifugiarsi a Prome.
Buona parte del suo esercito in ripiegamento fu decimato nella battaglia di Naungyo, evento che face perdere credibilità a Takayutpi nei confronti degli alleati shan e di Prome. Il sovrano sarebbe morto qualche mese dopo nella vana ricerca di riorganizzare l'esercito. La fine del Regno di Hanthawaddy segnò l'inizio della gloria della dinastia di Taungù, Tabinshwethi spostò la capitale a Pegu e nel giro di qualche anno unificò l'intero paese.

## Rivolta dei mon, rifondazione del regno e nuova disfatta
Il fallimento della guerra contro il Regno di Ayutthaya nel 1549, coincise con l'inizio della malattia mentale di Tabinshweti, che al ritorno dalla spedizione si diede all'alcol trascurando i doveri di sovrano. Bayinnaung prese in mano le sorti del paese con la carica di reggente. Una nuova ribellione dei mon di Pegu portò nel 1550 all'assassinio di Tabinshweti da parte di Smim Sawhtut, uno dei suoi consiglieri, che si proclamò sovrano del Regno mon di Pegu. L'evento ebbe luogo mentre Bayinnaung si trovava nella zona dell'odierna Yangon per domare un'altra rivolta dei mon. Smim Sawhtut fu a sua volta assassinato dopo soli 3 mesi nel corso di un'altra rivolta dei mon capeggiata da Smim Htaw, figlio di Takayutpi.
Tali ribellioni portarono alla frantumazione del regno di Taungù; ma il nuovo re Bayinnaung seppe in breve tempo ricostituire un potente esercito nella vecchia capitale. Dopo aver riconquistato Prome, il 12 marzo 1552 riprese Pegu, che tornò ad essere la capitale. Continuò l'espansione con l'annessione delle altre roccaforti mon di Martaban e Pathein in quello stesso anno.

## Conseguenze
Il Regno birmano di Taungù si espanse enormemente nel periodo di Bayinnaung, diventando la principale potenza del sudest asiatico. Nuove ribellioni dei mon ebbero luogo in più occasioni nei successivi due secoli, ma furono sempre soffocate dai re birmani, che a partire dal 1599 si insediarono ad Ava. I mon conobbero un nuovo periodo di gloria nel XVIII secolo, quando nel 1740 con l'aiuto dei francesi proclamarono l'indipendenza del Regno Restaurato di Hanthawaddy. Il nuovo Stato dei mon arrivò ad ottenere il controllo dell'intera Bassa Birmania e una gran parte dell'Alta Birmania espugnando Ava e ponendo fine alla Dinastia di Taungù nel 1752.
I birmani si ricostituirono a regno con il re Alaungpaya, che fondò in quello stesso anno la Dinastia Konbaung. Già alla fine del 1753 liberarono Ava espellendo i mon dal nord. Riunificarono il paese sotto la bandiera birmana sottomettendo Pegu, che capitolò l'8 maggio del 1757. L'antica città di Hanthawaddy fu saccheggiata e devastata e non sarebbe mai più tornata all'antico splendore. La caduta del Regno Restaurato di Hanthawaddy segnò la fine del dominio mon in Birmania. Le rappresaglie degli eserciti della Dinastia Konbaung causarono il genocidio dell'etnia, mentre la famiglia reale fu risparmiata e deportata a nord in catene. Migliaia di sopravvissuti si rifugiarono in Siam e nella provincia meridionale del Tenasserim..